# عاشق شبانه (ترانه)
«عاشقِ شبانه» (انگلیسی: Night Time Lover) دومین تک‌آهنگ خوانندۀ آمریکایی لاتویا جکسون است که از اولین آلبوم اوست (۱۹۸۰). این آهنگ توسط برادرش، مایکل جکسون، تهیه و نوشته شده، که یکی از خواننده‌های اصلی گروه کر است. آن‌ها در اصل آهنگ را برای دونا سامر باعنوان «آتش احساس است» نوشتند.

## منبع
1. ↑  "Jet - Google Boeken". Johnson Publishing Company. 31 July 1980. Retrieved 2012-03-09.

‌